# 峨眉柳
峨眉柳（学名：Salix omeiensis）是杨柳科柳属的植物，为中国的特有植物。分布于中国大陆的四川等地，生长于海拔1,600米的地区，一般生于山地，目前尚未由人工引种栽培。

## 异名
- Salix omeiensis Schneid. var. rotundifolia C. F. Fang